# Син (оповідання)
«Син» — оповідання українського письменника Валер'яна Підмогильного. Написано 1923 року. Твір було вперше надруковано того ж року в журналі «Нова громада» (№ 9, с. 5—13).

## Короткий опис
Оповідання В. Підмогильного «Син» було актуальним (про голод 1921—1923 рр. в Україні) і глибоко психологічним, мало широкий попит серед читачів. Тому того ж року вийшло окремим виданням (як відбиток із журналу), а 1925 р. у популярній «Бібліотеці селянина. Серія красного письменства» надруковано великим як на той час тиражем (15 тисяч) під заголовком «Син. Оповідання з часів голоду». У 1930 році було ще раз видано окремим виданням у «Масовій художній бібліотечці» накладом 20 тисяч примірників. 
Оповідання було вміщено в хрестоматіях та читанках 1920-х — початку 30-х років. 
В автобіографічних нотатках письменник уважав оповідання одним зі своїх найкращих творів.